# 14 gennaio
Il 14 gennaio è il 14º giorno del calendario gregoriano. Mancano 351 giorni alla fine dell'anno (352 negli anni bisestili).

## Eventi
- 1301 – Andrea III d'Ungheria muore, ponendo fine alla dinastia degli Arpadi
- 1432 – In seguito a un naufragio, il mercante veneziano Pietro Querini trova rifugio a Røst in Norvegia
- 1526 – Carlo V d'Asburgo impone a Francesco I di Valois, in cambio della sua liberazione, di firmare il trattato che prevedeva la rinuncia da parte della Francia al Regno di Napoli, al Ducato di Milano e alla Borgogna, oltre alla concessione dei suoi due figli come ostaggi agli austro-spagnoli.
- 1639 – Viene adottata la prima costituzione del Connecticut
- 1690 – A Norimberga, in Germania, viene inventato il clarinetto
- 1724 – Filippo V di Spagna abdica in favore del figlio Luigi. Il decreto fu, tuttavia, presentato al principe il 15 gennaio e il 16 divenne effettivo.
- 1731 – A Göteborg viene fondata la Compagnia svedese delle Indie orientali
- 1814 – La Danimarca cede la Norvegia alla Svezia
- 1858 – Un repubblicano italiano, Felice Orsini, attenta alla vita di Napoleone III di Francia
- 1895 – Guerra d'Eritrea: le truppe italiane del Generale Oreste Baratieri sconfiggono quelle abissine di Ras Mangascià nella battaglia di Coatit.
- 1897 – Una spedizione guidata dall'alpinista Matthias Zurbriggen raggiunge per la prima volta la vetta del Cerro Aconcagua in Argentina.
- 1900 – La "Tosca" di Giacomo Puccini viene rappresentata per la prima volta a Roma
- 1907 – Un terremoto a Kingston, Giamaica, uccide più di 1.000 persone
- 1923 – In Italia il regime fascista costituisce la Milizia Volontaria per la Sicurezza Nazionale
- 1939 – La Norvegia rivendica la Terra della Regina Maud in Antartide
- 1943 – Seconda guerra mondiale: comincia la ritirata del 4º Corpo d'armata alpino in Unione Sovietica
- 1943 – Franklin Delano Roosevelt è il primo presidente degli Stati Uniti a viaggiare in aeroplano: si reca a Casablanca per incontrare Winston Churchill; ha, così, inizio la Conferenza di Casablanca
- 1951 – La National Football League disputa il suo primo Pro Bowl a Los Angeles
- 1954
  - La Hudson Motor Car Company si fonde con la Nash-Kelvinator Corporation formando la American Motors Corporation.
  - Marilyn Monroe sposa Joe DiMaggio
- 1966 – David Bowie pubblica il suo primo singolo.
- 1968 – La notte tra il 14 e il 15 gennaio, nella Sicilia occidentale, si verifica il Terremoto del Belice, che provoca vittime, ingenti danni e la distruzione parziale o totale di alcuni paesi, come nel caso di Gibellina, Salaparuta, Poggioreale e Montevago, che verranno poi ricostruiti
- 1976 – Esce il primo numero del quotidiano La Repubblica, diretto da Eugenio Scalfari.
- 1985 – Martina Navrátilová vince il suo 100º torneo di tennis
- 1989 – Primo parto esagemellare in Francia. I bambini sono due maschi e quattro femmine.
- 1990 – I Simpson debuttano sul canale televisivo Fox come serie regolare. Infatti, va in onda il secondo episodio della serie animata ed è considerato un debutto, trattandosi del primo episodio di una sequenza regolare dopo lo speciale natalizio di presentazione.
- 1994 – Il presidente statunitense Bill Clinton e quello russo Boris Yeltsin firmano gli Accordi del Cremlino che fermano il puntamento preprogrammato dei missili nucleari e provvedono per lo smantellamento dell'arsenale nucleare dell'Ucraina
- 1996 – Jorge Sampaio viene eletto presidente del Portogallo
- 1998 – Ricercatori di Dallas presentano prove della scoperta di un enzima che rallenta l'invecchiamento e la morte delle cellule (apoptosi)
- 2000 – Un tribunale delle Nazioni Unite condanna cinque croati bosniaci con sentenze fino a 25 anni di carcere per l'uccisione, avvenuta nel 1993, di oltre 100 musulmani in un villaggio bosniaco
- 2003 – La collaborazione giapponese SPring-8 osserva con certezza il primo pentaquark; la notizia verrà annunciata ufficialmente il 4 luglio
- 2004 – La bandiera nazionale della Georgia, la cosiddetta bandiera delle cinque croci, viene riportata ufficialmente in uso dopo circa 500 anni
- 2005 – La sonda europea Huygens atterra su Titano, la più grande delle lune di Saturno, dopo un viaggio di 7 anni
- 2010 – Lo Yemen dichiara guerra al gruppo terroristico di Al Qaida
- 2011 – Zine El-Abidine Ben Ali scappa dalla Tunisia, in seguito a rivolte cittadine della Tunisia
- 2015 – Il presidente della Repubblica Italiana Giorgio Napolitano si dimette dal suo secondo mandato
- 2019 – Dopo 38 anni dalla sua evasione, l'ex terrorista Cesare Battisti viene espulso dalla Bolivia e riportato in Italia

## Nati
Ci sono circa 1 250 voci su persone nate il 14 gennaio; vedi la pagina Nati il 14 gennaio per un elenco descrittivo o la categoria Nati il 14 gennaio per un indice alfabetico.

## Morti
Ci sono circa 560 voci su persone morte il 14 gennaio; vedi la pagina Morti il 14 gennaio per un elenco descrittivo o la categoria Morti il 14 gennaio per un indice alfabetico.

## Feste e ricorrenze

### Religiose
Cristianesimo:
- Divina Pastora, venerata in Venezuela
- Capodanno ortodosso
- Santa Cristiana di Georgia (Nino), apostola della Georgia
- San Dazio di Milano, vescovo
- San Devasahayam Pillai (Lazzaro), martire
- Sant'Engelmaro, martire
- Sant'Eufrasio di Clermont, vescovo
- San Felice di Nola, confessore e martire
- San Firmino di Mende, vescovo
- San Firmino II di Amiens, vescovo
- San Fulgenzio di Astigi, vescovo
- San Glicerio diacono, martire
- Santa Macrina l'Anziana
- Santi Monaci del monte Sinai e d'Egitto, martiri
- San Potito, martire
- San Sava di Serbia (Saba), arcivescovo di Serbia
- Beata Alfonsa Clerici, vergine
- Beato Guglielmo de Sanjulia, mercedario
- Beato Oddone di Novara, monaco
- Beato Odorico da Pordenone, sacerdote
- Beato Pietro Donders, redentorista

Religione romana antica e moderna:
- Dies religiosus[senza fonte]